# Medalha de Honra Lótus de Prata
A Medalha de Honra Lótus de Prata (em chinês:  銀蓮花榮譽勳章) é a terceira mais alta condecoração macaense, atribuída desde 2001 pelo governo do território, em reconhecimento às contribuições significativas para a Região Administrativa Especial de Macau da República Popular da China.

## Lista de galardoados
| Ano  | Galardoados                                      |
| ---- | ------------------------------------------------ |
| 2001 | Roque Choi                                       |
| 2001 | Liang Pi Yun                                     |
| 2001 | Peter Pan                                        |
| 2002 | Ung Si Meng                                      |
| 2002 | Ieong Sau Man                                    |
| 2002 | Pun Iok Lan                                      |
| 2003 | Wong Hau Hang                                    |
| 2003 | Kong Veng Fai                                    |
| 2003 | Vong Fong Va                                     |
| 2004 | Yuen Tze Wing                                    |
| 2004 | Tong Kin Mao                                     |
| 2004 | Fung Kam Hee                                     |
| 2005 | Cheong Chou Kei                                  |
| 2005 | Lo Weng                                          |
| 2007 | Ngan In Leng                                     |
| 2009 | Lam Kam Seng                                     |
| 2009 | Ng So Foon                                       |
| 2010 | Io Hong Meng                                     |
| 2011 | Ho Teng Iat                                      |
| 2011 | Wan Chun                                         |
| 2012 | Au Ieong Iun Han                                 |
| 2012 | Leong Chong Kao                                  |
| 2013 | Lei Sio Iok                                      |
| 2013 | Jia Rui                                          |
| 2014 | Chio Ngan Ieng                                   |
| 2015 | José Lai Hung-seng                               |
| 2015 | Sin Wai Hang                                     |
| 2015 | Chan Meng Kam                                    |
| 2015 | Chan Kam Meng                                    |
| 2016 | Kou Hoi In                                       |
| 2016 | Van Kuan Lok                                     |
| 2017 | Lei Loi Tak                                      |
| 2017 | Vong Kok Seng                                    |
| 2018 | Fong Chi Keong                                   |
| 2018 | Ho Hao Tong                                      |
| 2018 | Kwan Tsui Hang                                   |
| 2018 | Huang Junhua                                     |
| 2019 | Leonel Alberto Alves                             |
| 2019 | Cheang Chi Keong                                 |
| 2019 | Ho Sut Heng                                      |
| 2019 | Wong Eddie Yue Kai                               |
| 2019 | Chan Chak Mo                                     |
| 2019 | Nam Kwong União Comercial e Industrial, Limitada |
| 2020 | Banco da China, Limitada, Sucursal de Macau      |
| 2020 | Viriato Manuel Pinheiro de Lima                  |